# Silbersee II (Haltern am See)

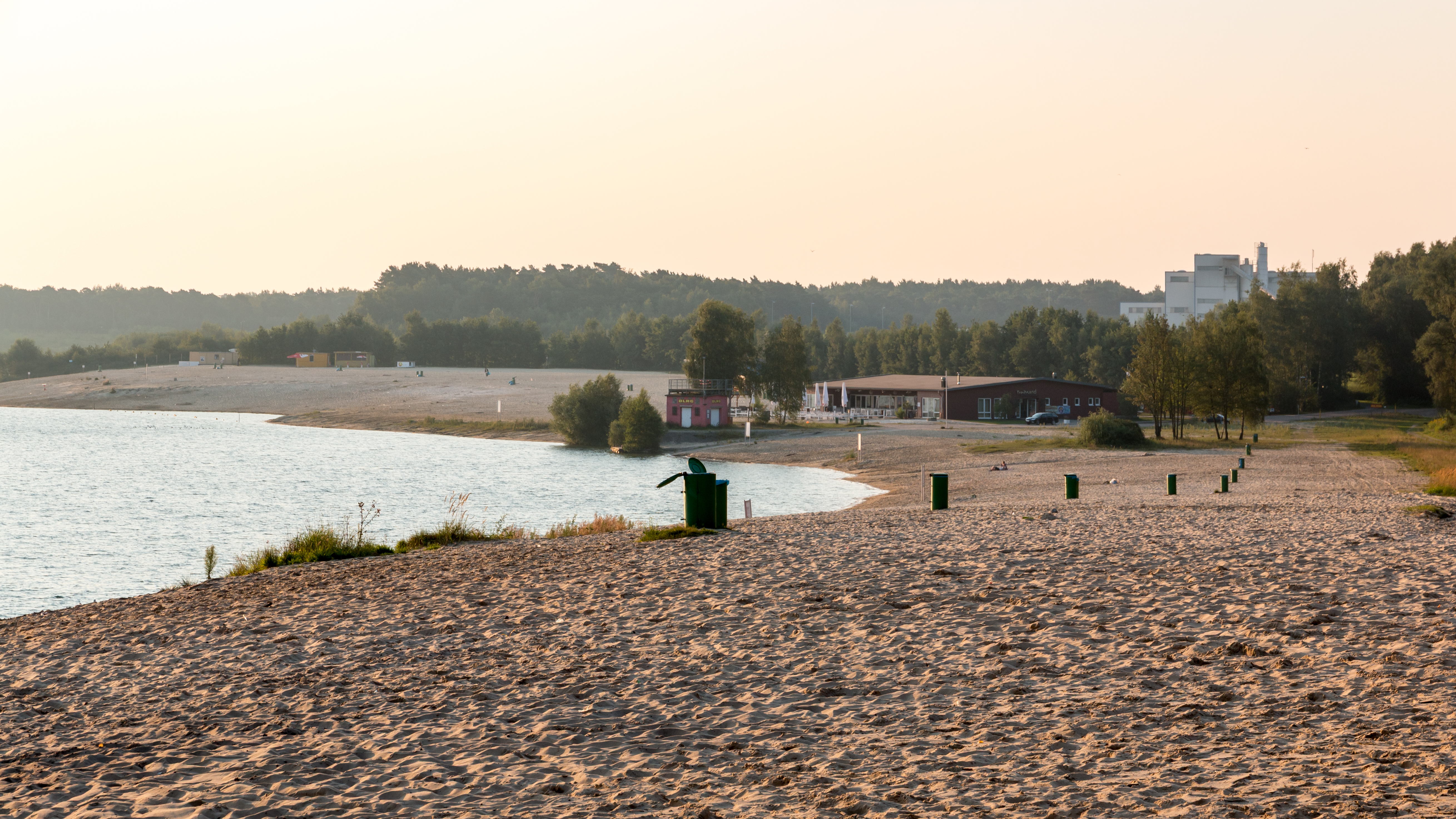
Silbersee II, 2015

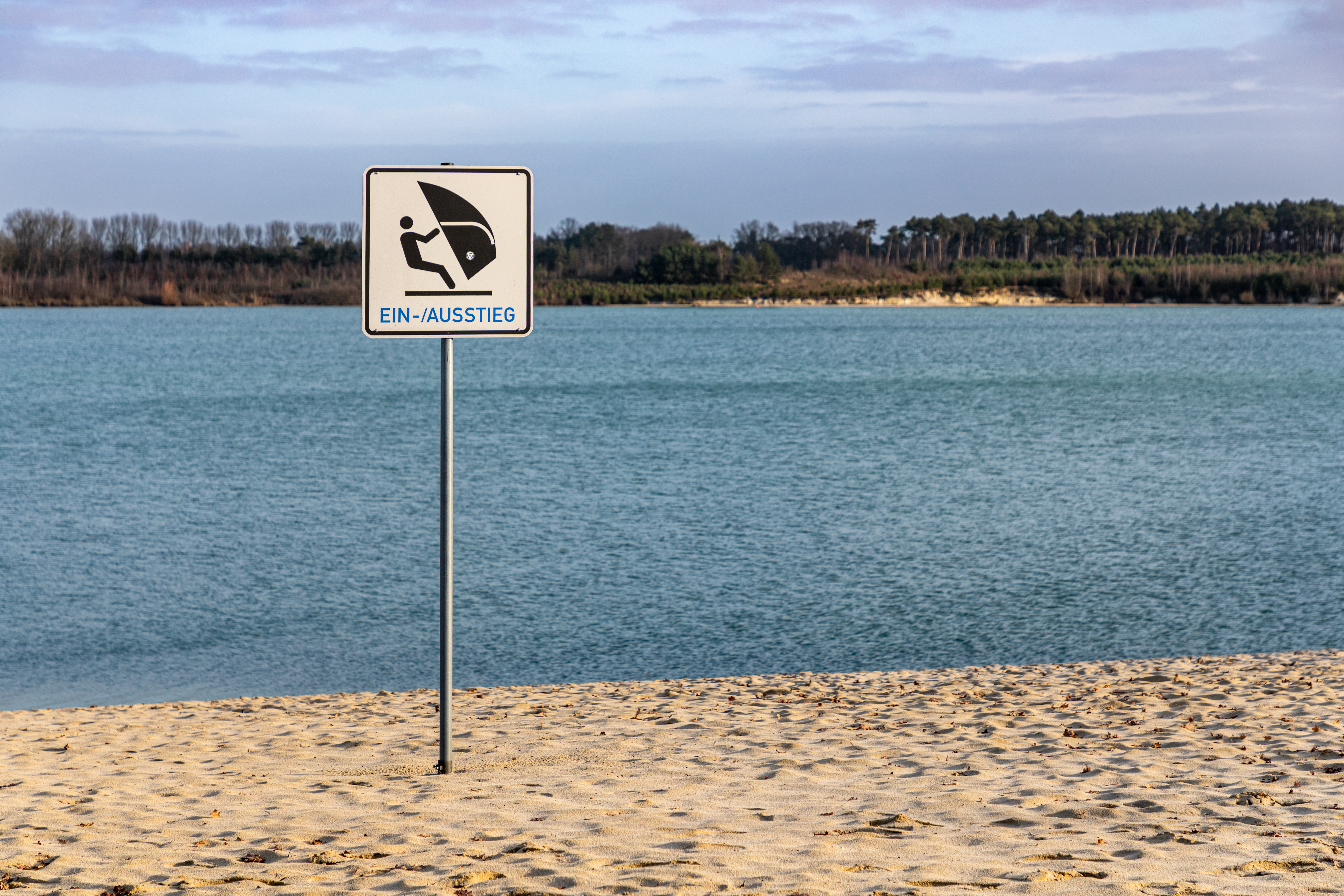
Silbersee II, 2022

Der Silbersee II ist ein Stillgewässer im Landschaftsschutzgebiet Silberseen und Schmaloer Heide bei Haltern am See. Er hat als Badesee eine überregionale Bedeutung.

## Nutzung
Bis 2012 fand hier die Quarzsandgewinnung statt. In den Jahren 1998 bis 2003 wurden hier vor einer Erweiterung des Abbaus die Reste des Kriegsgefangenenlagers Dülmen aus der Zeit des Ersten Weltkriegs ausgegraben.
Bereits seit 2005 ist der See im südlichen Teil für den Badebetrieb freigegeben. 2005 übernahm die eigens gegründete Betreibergesellschaft Silbersee II Haltern am See GmbH die Trägerschaft. Er wird von Gästen aus dem nördlichen Ruhrgebiet (hier insbesondere aus dem Kreis Recklinghausen und Gelsenkirchen) sowie aus dem Münsterland genutzt. Er verfügt über einen 800 Meter langen Strand, der eigens angespült wurde, und hat in der Hochsaison bis zu 15.000 Badegäste täglich. Der hintere Teil des Strandes wird für die Freikörperkultur genutzt. Sanitäreinrichtungen, die Gastronomie Treibsand und die Wacheinrichtungen der DLRG Haltern ergänzen das Angebot. Die Nutzung des Strandes am Silbersee II sowie die Parkplätze sind gebührenpflichtig.
Die 2007 erteilte Taucherlaubnis ist seit 2009 wegen eines Erdrutsches ausgesetzt, da das Wasser zu stark getrübt wurde. 
Im Jahr 2008 wurde das Surfen auf diesem See freigegeben.